# Елецкая рояльная гармоника
Елецкая гармоника — разновидность рояльных гармоник, появившаяся в регионе города Ельца Липецкой области (ранее Орловская губерния), от которого инструмент получил своё название.

## Описание
В 1880-е годы в окрестностях города Ельца местными кустарями создаются первые гармоники, имеющие свои отличительные особенности. На правой клавиатуре длинные клавиши располагались в один ряд, строй диатонический, звуки одинаковые при смене движения меха. На левой стороне — клавиатура с обеих сторон грифа: спереди — клавиши басов, а с тыльной стороны — клавиши аккордов. Звучание язычков двухголосное. Эта исходная модель имела большую перспективу развития: стала основой для елецкой рояльной клавишной.

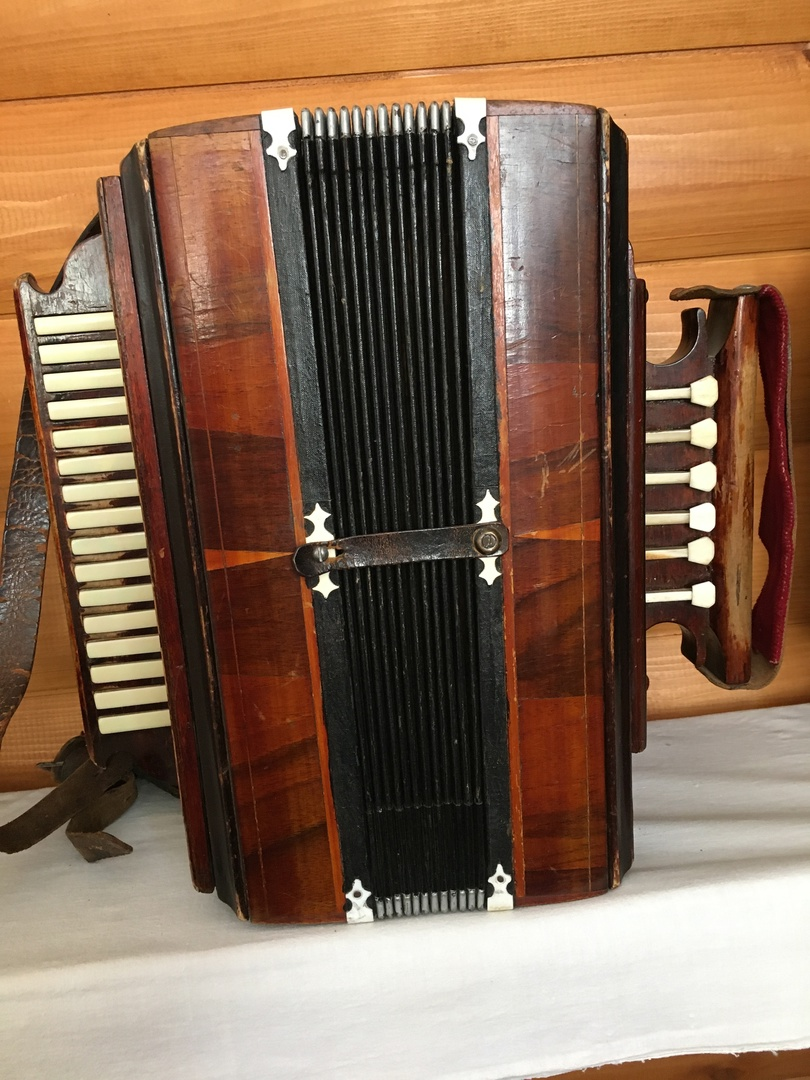
Елецкая гармоника диатонического строя из коллекции Музея народных ремесел и промыслов, г. Елец

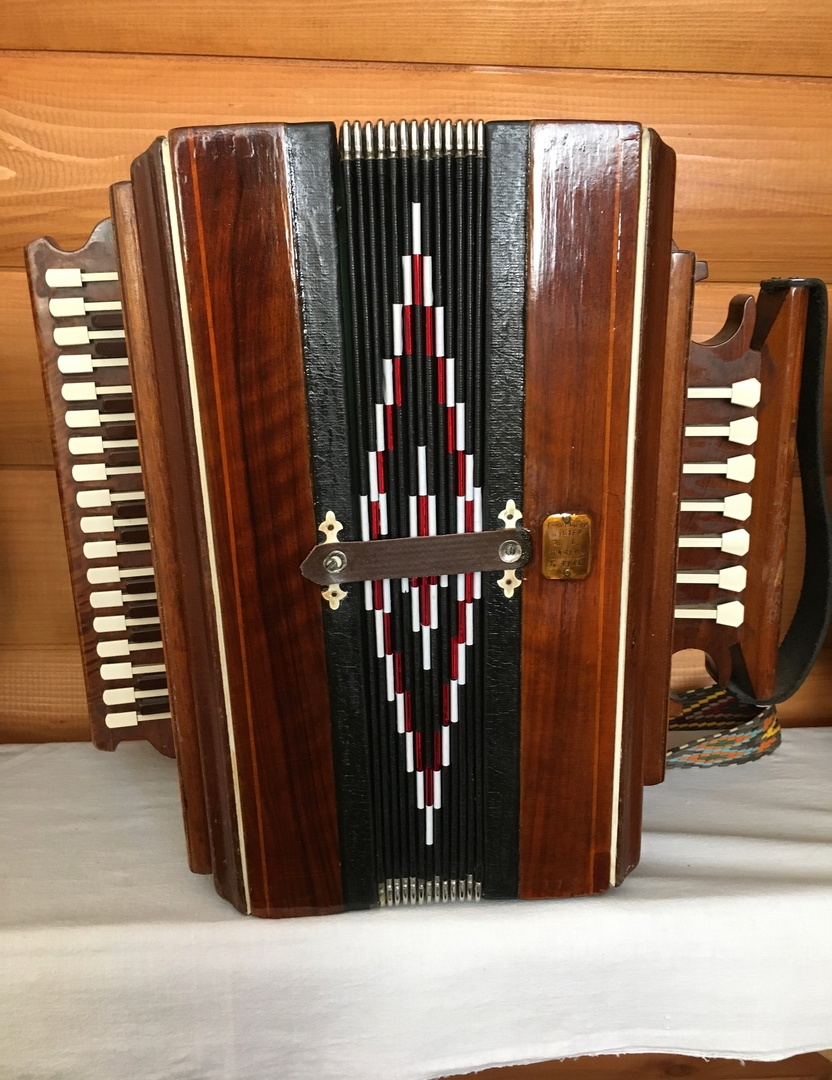
Елецкая рояльная гармоника хроматического строя из коллекции Музея народных ремесел и промыслов, г. Елец

Елецкая рояльная клавишная — прямое продолжение Елецкой диатонической. К диатоническому ряду клавишей прибавился второй ряд — альтерированных звуков. Образовалась хроматическая клавиатура органного типа. Трехголосное звучание распределялось следующим образом: ряд основных язычков, ряд — звучащих на октаву выше и ряд — звучащих на октаву ниже. На левой стороне басо-аккордовый аккомпанемент расширялся, охватывая со временем весь кварто-квинтовый круг. Расположение клавиш, как и у однорядной, спереди — басы, с тыльной стороны аккорды (мажор и минор). Эту модель с полным правом считают предшественницей пиано-аккордеона в России.
Во время игры держат гармонь на коленях или она закреплена на ремне и висит на груди у гармониста (в сёлах Усманского района гармонь закрепляли вместо ремня на рушник). На правой стороне гармоники играли четырьмя пальцами, а на левой — пятью. Рука обхватывала гриф, а большой палец находился в ременном ушке за грифом и в игре не участвовал. На левой стороне четырьмя пальцами играли на клавишах басов, большим пальцем — на аккордах (для удобства один ряд аккордов делался всегда в виде длинных черных клавиш). Существуют и заказные инструменты, где на левой стороне клавиатуры располагаются в ином порядке: наружная клавиатура — аккорды, а внешняя — басы (для удобства игры).

## История
Историю развития Елецкой рояльной гармоники создавали мастера, наделяя каждый инструмент своим неповторимым звучанием. Большую известность получили инструменты братьев Черных. Старший — Георгий Алексеевич - с 1895 года работал самостоятельно и быстро завоевал признание. В своем мастерстве стремился к усовершенствованию елецких рояльных гармоник. С 1912 года вместе с ним работал брат Иван, который со временем сам становится известным мастером. В начале 20-х годов братья создают в городе музыкальную артель «Красная гармонь», которая работала в городе до середины 30-х годов прошлого века. Инструменты делались как на заказ, так и на продажу и пользовались большим спросом. Особую популярность инструмент имел среди широких народных масс как сельского, так и городского населения. На них исполнялись частушки, плясовые наигрыши, страдания, любимые народные песни. Учеником и продолжателем дела И. А. Черных в Ельце считался Семен Григорьевич Сочетаев. Мастеровые гармони Сочетаева получили широкую известность. Самая большая из них имела 120 басов, самая маленькая — всего 16 клавиш правой руки.
Известны имена других мастеров как Д. Котелкин, А. Павлов, Т. Гришин, Г. Соломенцев, М. Рязанцев, А. Мельников. Хорошая гармоника стоила от 5 до 40 рублей. Знаменитые мастера ставили на своих гармониках личное клеймо. Это была гарантия высокого качества. В конце XX века ушли из жизни последние гармонные мастера Е. И. Горбунов и С. Г. Сочетаев.
Одним из инициаторов возрождения промысла был В. Г. Комаров, который в 1982 году организовал клуб исполнителей на гармонике, в городе стал проводиться конкурс «Играй, гармонь Елецкая!». В 1985 году прошел первый конкурс, который имел большой успех. В 1986 году на конкурс была приглашена съёмочная группа с ведущим телепередачи «Играй, гармонь!» заслуженным артистом РСФСР Геннадием Заволокиным. Ежегодные фестивали «Играй, гармонь Елецкая!» стали продолжением тех конкурсов.

## Мастерская елецких рояльных гармоник

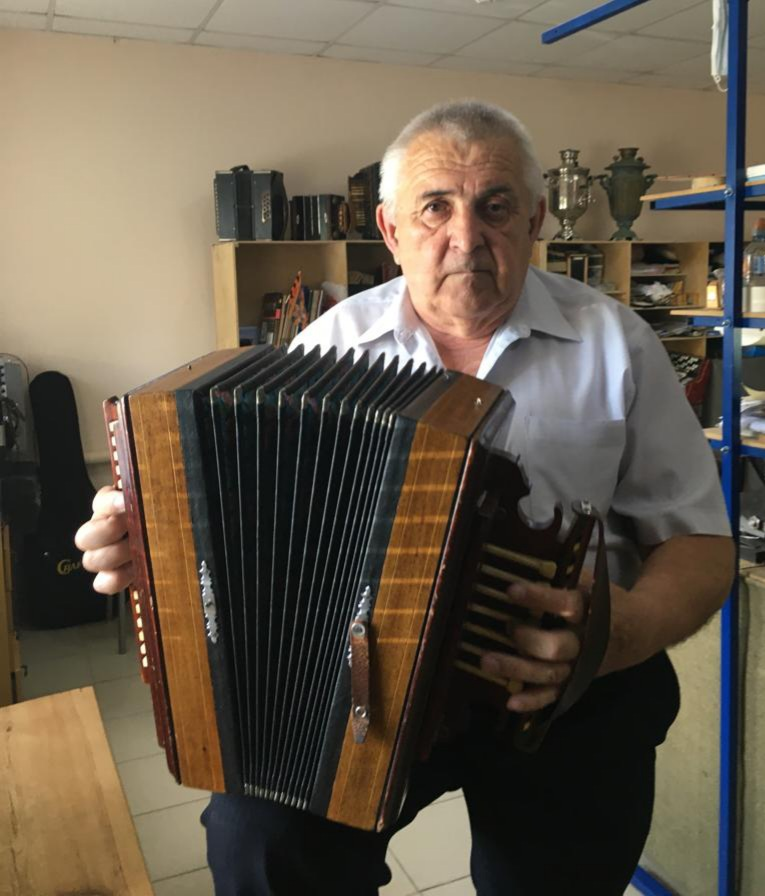
Николай Афанасьевич Матюхин играет на елецкой рояльной гармонике в Мастерской, 2022 г.

С именем одного из лучших елецких гармонистов — Афанасия Ивановича Матюхина связано возрождение промысла по изготовлению роялок. 18 апреля 2013 года в Ельце при Музее народных ремесел и промыслов открылась Мастерская по реконструкции и изготовлению елецких рояльных гармоник. В мастерской работают потомки А. И. Матюхина — его сын и внуки. Талантливый гармонист привил не только любовь к музыке, но и к рояльной гармонике своему сыну Николаю Афанасьевичу и внукам — Константину и Илье. Все они музыканты и играют на елецких роялках. За недолгий период существования Мастерская оказалась очень востребованной. За это время был накоплен большой опыт, вернули к жизни не один музыкальный инструмент. И, конечно, есть новые гармоники, созданные в этой Мастерской, которая тяготеет к традициям и старается работать по канонам мастеров начала XX в.

## Центр Елецкой рояльной гармоники им. А. И. Матюхина
10 июня 2022 года на базе Музея народных ремесел и промыслов открылся Центр Елецкой рояльной гармоники имени А. И. Матюхина. Здесь же для горожан и гостей города проводятся творческие встречи, концерты, мастер-классы, интерактивные программы и экскурсии с посещением мастерской по реконструкции и изготовлению елецкой рояльной гармоники. В Мастерской можно пообщаться с мастером Н. А. Матюхиным, понаблюдать за его работой, а при желании и побывать в роли подмастерья. Гармонь здесь можно не только подержать в руках и послушать её звучание, но и постичь азы мастерства игры на уникальном инструменте, 

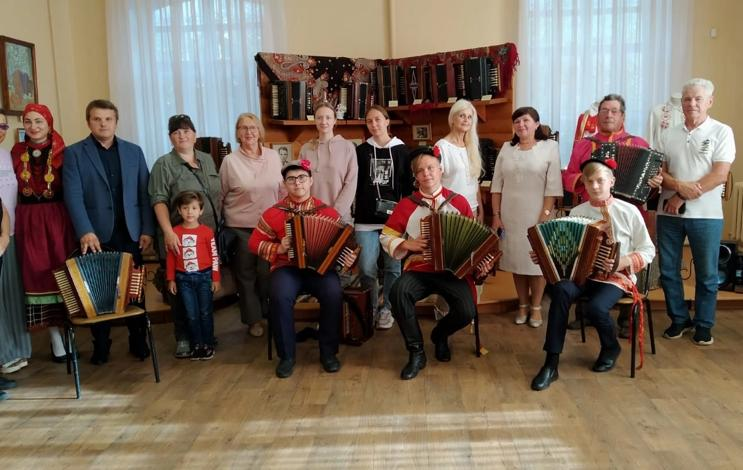
Встреча с елецкими гармонистами в Центре Елецкой рояльной гармоники, Елец, июль 2022 г.

С 10 по 11 сентября 2022 г. в Ельце проходил 38-й открытый фестиваль народного творчества «Играй, гармонь Елецкая!» им. А.И. Матюхина. Показать своё мастерство в город приехали около 500 участников из 15 регионов России. По приглашению начальника Управления культуры города Ельца и потомственного гармониста К. Н. Матюхина в нём приняли участие ведущие телепередачи «Играй, гармонь любимая!» Анастасия и Захар Заволокины с ансамблем «Частушка». В Центре Елецкой рояльной гармоники работала съемочная группа Первого канала, где проводила прослушивание и отбор участников для очередного выпуска программы.